# Moria (uitgeverij)
Moria is de naam van een christelijke uitgeverij die sinds 1972 voornamelijk brochures uitgeeft.
De naam Moria is afkomstig uit de naam Stichting Moria, die al eerder bestond, maar zich niet bezighield met het uitgeven van boeken. De stichting Moria zorgde voor het huisvesten van bejaarden in Amsterdam. Toen bestuurslid J.I. van Baaren zijn eerste publicaties schreef en betrokken raakte bij het verzorgen van drukwerk voor andere organisaties bracht hij deze activiteiten onder bij Stichting Moria. De oude activiteiten waren inmiddels gestaakt. Voortaan ging Stichting Moria door als drukkerij en uitgeverij.
In de loop der jaren publiceerde de uitgeverij enkele honderden boeken en brochures over religie, esoterie, cultuur, ethiek en thema's van christelijke aard. Ruim de helft van de publicaties kwamen van de hand van J.I. van Baaren. Enkele andere uitgaven werden geschreven door E. Smit. Het restant bestond uit vertalingen van hoofdzakelijk Engelstalige boeken, onder andere van Watchman Nee en Jessie Penn-Lewis.
In 1995 werd de drukkerij afgestoten, welke toen als een zelfstandige BV door ging als Drukkerij Moria BV te Hilversum. De uitgeverij bleef actief vanuit Amstelveen.
Na het overlijden van J.I. van Baaren besloot het bestuur van de Stichting Moria de uitgeefactiviteiten over te dragen aan Importantia Publishing te Dordrecht, alwaar de publicaties ondergebracht werden onder de fondsnaam Moria. Importantia zocht naar nieuwe auteurs die in de lijn van Moria door konden gaan met het schrijven van nieuwe titels op het gebied van religie, esoterie, cultuur en ethiek.